# Campionati mondiali di pallacanestro 3x3 2012
I campionati mondiali di pallacanestro 3x3 2012 (ufficialmente, in inglese, 2012 FIBA 3x3 World Championships) sono stati la prima edizione della competizione internazionale co-organizzata dalla FIBA. È stata ospitata dalla Grecia, si è tenuta dal 23 al 26 agosto 2012 di fronte allo Zappeion, ad Atene.
Ai Mondiali partecipavano un totale di 64 selezioni nazionali, divise tra torneo maschile, femminile e misto. I vincitori sono stati la Nazionale della Serbia tra gli uomini, degli Stati Uniti tra le donne e della Francia nel misto.

## Squadre partecipanti

### Uomini
| Gruppo A - Brasile - Bulgaria - Estonia - Israele - Grecia - Russia |  | Gruppo B - Rep. Ceca - Lettonia - Nepal - Serbia - Slovenia - Spagna |  | Gruppo C - Argentina - Francia - Guam - Messico - Ucraina - Venezuela |  | Gruppo D - Egitto - Inghilterra - Libano - Romania - Turchia - Stati Uniti |

### Donne
| Gruppo A - Australia - Ucraina - Taipei cinese - Estonia - Brasile - Messico |  | Gruppo B - Francia - Ungheria - Rep. Ceca - Grecia - Slovacchia - Nepal |  | Gruppo C - Russia - Spagna - Inghilterra - Turchia - Romania - Giordania |  | Gruppo D - Stati Uniti - Argentina - Bulgaria - Germania - Angola - Paesi Bassi |

### Misto
| - Argentina - Brasile - Bulgaria - Rep. Ceca |  | - Inghilterra - Estonia - Francia - Grecia |  | - Giordania - Messico - Nepal - Romania |  | - Russia - Spagna - Turchia - Ucraina |

## Classifica finale
| #       | Torneo maschile                                                     | Torneo femminile                                                      | Torneo misto                                                   |
| ------- | ------------------------------------------------------------------- | --------------------------------------------------------------------- | -------------------------------------------------------------- |
| Oro     | Serbia 3×310 Savić, 11 Domović Bulut, 13 Ždero, 14 Bošković, All. - | Stati Uniti 3×35 Diggins, 6 Hartley, 12 Strother, 13 Ogwumike, All. - | Francia 3×3Houmounou, Kamba, Corre, Le Leuch, All. -           |
| Argento | Francia 3×37 Corre, 8 Souchu, 11 Houmounou, 14 Adolphe, All. -      | Francia 3×38 Ciak, 10 Gruszczynski, 11 Le Leuch, 12 Kamba, All. -     | Argentina 3×3Spiatta, Basualdo, Konsztadt, D'Urso, All. -      |
| Bronzo  | Ucraina 3×3Arabadzhy, Eryomin, Nevolin, Lypovtsev, All. -           | Australia 3×3Kunek, Ebzery, Madgen, Blicavs, All. -                   | Ucraina 3×3Eryomin, Mazničenko, Sokolan, Lypovtsev, All. -     |
| 4.      | Israele 3×34 Carr · Bet Yosef · Simhon · Tamir, All. -              | Ucraina 3×3Alioshkina, Mazničenko, Rulyova, Sokolan, All. -           | Template:Repubblica Ceca mista pallacanestro 3x3 mondiale 2012 |
| 5.      | Template:Russia maschile pallacanestro 3x3 mondiale 2012            | Ungheria 3×3Horti, Kovács, Vida, Honti, All. -                        | Template:Bulgaria mista pallacanestro 3x3 mondiale 2012        |
| 6.      | Grecia 3×35 Papantōniou, 13 Mpogrīs · Giannopoulos · Pappas, All. - | Template:Repubblica Ceca femminile pallacanestro 3x3 mondiale 2012    | Template:Messico mista pallacanestro 3x3 mondiale 2012         |
| 7.      | Stati Uniti 3×35 Hardge, 7 Williams, 10 Adesanya, 13 Brown, All. -  | Template:Taipei Cinese femminile pallacanestro 3x3 mondiale 2012      | Inghilterra 3×3Turner, Jones, Anderson, Hesson, All. -         |
| 8.      | Venezuela 3×38 Añanguren, 11 Brito, 12 Díaz Teran · Flores, All. -  | Template:Grecia femminile pallacanestro 3x3 mondiale 2012             | Template:Estonia mista pallacanestro 3x3 mondiale 2012         |
| 9.      | Template:Slovenia maschile pallacanestro 3x3 mondiale 2012          | Russia 3×3Tikhomirova, Vidmer, Savina, Fedotova, All. -               |                                                                |
| 10.     | Template:Romania maschile pallacanestro 3x3 mondiale 2012           | Template:Spagna femminile pallacanestro 3x3 mondiale 2012             |                                                                |
| 11.     | Inghilterra 3×39 Bailey, 10 Hesson, 12 Anderson · Ogedengbe, All. - | Argentina 3×3Puchetti, D'Urso, Pérez, Spiatta, All. -                 |                                                                |
| 12.     | Template:Argentina maschile pallacanestro 3x3 mondiale 2012         | Template:Bulgaria femminile pallacanestro 3x3 mondiale 2012           |                                                                |
| 13.     | Spagna 3×315 Garbajosa · Angulo · Comas · Jiménez, All. -           | Template:Germania femminile pallacanestro 3x3 mondiale 2012           |                                                                |
| 14.     | Template:Egitto maschile pallacanestro 3x3 mondiale 2012            | Inghilterra 3×3Turner, Jones, Shaw, Mason, All. -                     |                                                                |
| 15.     | Template:Repubblica Ceca maschile pallacanestro 3x3 mondiale 2012   | Template:Turchia femminile pallacanestro 3x3 mondiale 2012            |                                                                |
| 16.     | Bulgaria 3×3Boyanov, Petkov, Veselinov, Dimitrov, All. -            | Template:Estonia femminile pallacanestro 3x3 mondiale 2012            |                                                                |
| 17.     | Template:Estonia maschile pallacanestro 3x3 mondiale 2012           | Template:Romania femminile pallacanestro 3x3 mondiale 2012            |                                                                |
| 18.     | Template:Lettonia maschile pallacanestro 3x3 mondiale 2012          | Template:Brasile femminile pallacanestro 3x3 mondiale 2012            |                                                                |
| 19.     | Template:Turchia maschile pallacanestro 3x3 mondiale 2012           | Template:Slovacchia femminile pallacanestro 3x3 mondiale 2012         |                                                                |
| 20.     | Template:Messico maschile pallacanestro 3x3 mondiale 2012           | Template:Angola femminile pallacanestro 3x3 mondiale 2012             |                                                                |
| 21.     | Template:Libano maschile pallacanestro 3x3 mondiale 2012            | Template:Paesi Bassi femminile pallacanestro 3x3 mondiale 2012        |                                                                |
| 22.     | Template:Brasile maschile pallacanestro 3x3 mondiale 2012           | Template:Giordania femminile pallacanestro 3x3 mondiale 2012          |                                                                |
| 23.     | Guam 3×314 Susuico · Santos · Estella · Stake, All. -               | Template:Messico femminile pallacanestro 3x3 mondiale 2012            |                                                                |
| 24.     | Template:Nepal maschile pallacanestro 3x3 mondiale 2012             | Template:Nepal femminile pallacanestro 3x3 mondiale 2012              |                                                                |